# Hewitt (Wisconsin)
Hewitt is een plaats (village) in de Amerikaanse staat Wisconsin, en valt bestuurlijk gezien onder Wood County.

## Demografie
Bij de volkstelling in 2000 werd het aantal inwoners vastgesteld op 670. In 2006 is het aantal inwoners door het United States Census Bureau geschat op 740, een stijging van 70 (10,4%).

## Geografie
Volgens het United States Census Bureau beslaat de plaats een oppervlakte van 2,1 km², geheel bestaande uit land. Hewitt ligt op ongeveer 384 m boven zeeniveau.

## Plaatsen in de nabije omgeving
De onderstaande figuur toont nabijgelegen plaatsen in een straal van 20 km rond Hewitt.